# Avex presents 茅原実里のいけないラジオ
avex presents 茅原実里のいけないラジオ（エイベックスプレゼンツ ちはらみのりのいけないラジオ）は、『A&G 超RADIO SHOW〜アニスパ!〜』の内包番組として2005年5月7日から2007年3月31日にかけて放送されたアニラジ番組。
また、この番組が終わって半年後の10月6日から10月27日まで同じくアニスパ内包番組『茅原実里のあなたとContact』も放送されていた（こちらはLantis提供）。

## 放送時間
- 2005年5月 - 2006年9月 毎週土曜日 21:45 - 21:55
- 2006年10月 - 2007年3月 毎週土曜日 21:15 - 21:25

箱番組のため時間変更・休止あり

## パーソナリティ
- 茅原実里（声優・歌手）

## コーナー
- 茅原天国実里地獄
毎週、「いけない壷」からサイコロを振り、出た目が奇数ならば、天使モードの甘いせりふ、偶数ならば、悪魔モードの怖いせりふをいうというもの。なぜか、悪魔モードが多く出た上に、そちらの方が人気だったことから、1回だけ「悪魔モード縛り」の日があった。

### 歴代のコーナー
- 夜のセクシーレッスンリターンズ
いつもハイテンションな茅原実里が、セクシーになるためのコーナー。体を張るものも多かった。
- Girl girl ルーレット
ルーレットを回し、あたったところに書いてある役で、リスナーからのせりふを読むというもの。エンディングでは、当たらなかった役を毎回演じた。
- 教えて! 茅原大辞典～ことわざ編～
「教えて! 茅原大辞典」のお題が全てことわざのコーナー。リスナーが、あることわざの途中までを教え、その続きと意味を茅原が答える。制限時間は30秒。辞典は引かない。
- 教えて! 茅原大辞典
一般常識がない茅原がリスナーから出された一般常識について脳内茅原辞典を駆使して全力を尽くして答えるというコーナー。制限時間は30秒。茅原の回答後に三省堂の国語辞典で答える。
- 実里が叫ぶ
リスナーの心の叫びを茅原実里が叫ぶコーナー。コーナーの最後に茅原自身の心の叫びも叫ぶ。

## ゲスト
- アニスパ! 第79回 川澄綾子